# Блат Йосип Михайлович
Йосип Михайлович (Йось-Герш Міхелевич) Блат (1894, місто Полтава, тепер Полтавської області — розстріляний 15 листопада 1937, місто Москва, тепер Російська Федерація) — радянський діяч органів державної безпеки, старший майор державної безпеки (29.11.1935).

## Біографія
Народився в єврейській родині дрібного торговця. У 1916 році закінчив міське вище початкове училище у Могилеві-Подільському, в 1916 році — технічні курси в Катеринославі.
У 1916 році працював репетитором. З 1916 по січень 1917 року — технік-механік.
У січні 1917 руку пішов добровольцем до російської 8-ї армії, де прослужив до жовтня 1917 року. Із травня по грудень 1917 року був членом РСДРП (інтернаціоналістів).
У жовтні — грудні 1917 року — секретар, заступник голови Могилів-Подільської ради робітничих і солдатських депутатів.
З грудня 1917 по грудень 1918 року навчався в політехнічному інституті в Катеринославі, закінчив перший курс.
У лютому — червні 1919 року — завідувач продовольчого відділу житлового відділу Катеринославської ради робітничих і солдатських депутатів. Член РКП(б) з червня 1919 року.
З липня 1919 року служив у Червоній армії. У липні — серпні 1919 року — черговий політичний комісар телеграфу штабу 14-ї армії. У серпні 1919 — січні 1920 року — слідчий, член колегії революційного військового трибуналу 14-ї армії. У лютому — червні 1920 року — старший слідчий, начальник слідчої частини особливого відділу ВНК 14-ї армії. З 2 по 26 червня 1920 року — уповноважений юридичної комісії 14-ї армії з особового складу.
З 26 червня по 1 серпня 1920 — т.в.о. начальника, з 1 серпня 1920 по 21 березня 1921 року — начальник особливого прикордонного відділення № 1 охорони румунського кордону при особливому відділі ВНК 14-ї армії в місті Тирасполі.
21 березня — 11 червня 1921 року — начальник загально-адміністративної частини особливого відділу ВНК Київського військового округу. З 6 квітня 1921 року — голова Центральної трійки з реевакуації полонених на Правобережній Україні від Революційної військової ради Харківського військового округу та особливого відділу ВНК Київського військового округу.
11 червня — 16 липня 1921 року — т.в.о. заступника начальника особливого відділу ВНК Київського військового округу. З 16 липня по листопад 1921 року — голова особливої комісії з інспектування та утворення прикордонних особливих відділів ВНК на польському та румунському кордонах. Одночасно з липня 1921 року — голова виїзної сесії 7-го революційного військового трибуналу Київського військового округу для розслідування та суду в прикордонній полосі.
19 листопада 1921 — 27 травня 1922 року — заступник начальника особливого відділу ВНК-ДПУ Київського військового округу. Одночасно 29 грудня 1921 — 27 травня 1922 року — начальник секретно-оперативної частини особливого відділу ВНК-ДПУ Київського військового округу.
25 серпня 1922 — 1923 року — начальник адміністративно-організаційної частини (управління) ДПУ при РНК Української СРР. З серпня 1922 по 1930 рік — член колегії ДПУ при РНК Української СРР.
18 лютого 1924 — серпень 1930 року — начальник економічного управління ДПУ при РНК Української СРР.
Одночасно з 29 травня 1925 по 25 липня 1928 року — начальник Південного окружного транспортного відділу ОДПУ в Харкові.
25 липня 1928 — 1 жовтня 1930 року — начальник Харківського окружного відділу ДПУ при РНК Української СРР.
13 грудня 1930 — 10 жовтня 1931 року — начальник Донецького (2-го Сталінського) оперативного сектору ДПУ при РНК Української СРР.
У жовтні 1931 — 10 липня 1934 року — повноважний представник ОДПУ СРСР по Західній області. 15 липня 1934 — 10 вересня 1936 року — начальник Управління НКВС СРСР по Західній області.
10 вересня 1936 — 29 липня 1937 року — начальник Управління НКВС СРСР по Челябінській області. Цей період відзначений активною участю Блата у сталінських репресіях.
13 липня 1937 року заарештований органами НКВС у місті Челябінську. 15 листопада 1937 року засуджений до страти в «особливому порядку», того ж дня розстріляний в Москві, похований на Донському цвинтарі. Не реабілітований.

## Звання
- старший майор державної безпеки (29.11.1935)

## Нагороди та відзнаки
- орден Червоного Прапора (3.04.1930, позбавлений ордену посмертно Указом Президії Верховної ради СРСР від 7.12.1939)
- знак «Почесний працівник ВНК-ДПУ (V)» (13.11.1924)
- знак «Почесний працівник ВНК-ДПУ (XV)» (20.12.1932)